# ديكسترانومر
ديكسترانومر (الاسم التجاري Debrisan ,Exudex ) هو سيكاتريزانت المستخدمة في الضمادات لكي يتم لالتئام الجروح، وفي المنتجات الصيدلانية لعلاج السلس البولي البرازي. وهو يتألف من سلاسل البوليمر ديكستران من خلال ربطها إلى شبكة ثلاثية الأبعاد.
سوليستا
سوليستا هو الاسم التجاري المسوق لنظام حقن ديكسترانومر في هيالورونات الصوديوم المستقر للاستخدام في سلس البول البرازيلي (FI). هذا التحضير هو عبارة عن مستحضر هلامي (جلي) حيويا، لاستخدامها كما في الحقن الشرجية عامل مستضخم . ويهدف هذا النظام إلى أن يتم حقنه في الطبقة تحت المخاطية من القناة الشرجية القريبة (أي فوق مستوى الخط المسنن).